# スギヤマ薬品
株式会社スギヤマ薬品（スギヤマやくひん）は、ドラッグストア、調剤専門薬局、ヘルスケア専門店を東海3県で100店舗以上チェーン展開している企業である。
AJD加盟店。

## 店舗展開の沿革
- 1952年 - 創業者、杉山貞男が、千種区池下（現・池下店所在地）にて薬局を開設。
- 1984年 - 愛知郡長久手町（現・長久手市）に ライフセンター（現・ドラッグスギヤマ長久手店）を設立し、150坪タイプのドラッグストアを出店。
- 1986年 - 御器所調剤薬局を開設、アレルギー食品事業、調剤薬局事業を開始。
- 1990年 - 長久手店を増床、300坪タイプのドラッグストアを出店。
- 1992年 - 東市民病院前に高見調剤薬局を開設、総合病院前における調剤薬局を出店。
- 1995年 - ドラッグスギヤマ三ノ輪店 を開設、650坪タイプのドラッグストアを出店。
- 1995年 - ドラッグスギヤマ笹川店 を開設、三重県に進出。
- 1997年 - インターネットホームページ開設。
- 1998年 - 岐阜県多治見市にドラッグスギヤマ滝呂店を開設、ドラッグストア併設の調剤薬局を出店。
- 2005年 - エステ事業開始。
- 2006年 - 「High grade and quality」をテーマにした八事石坂店を開設。
- 2007年 - 携帯専用メールマガジン「はぴなび」開設。
- 2008年 - スギヤマ調剤薬局小牧店内に無菌調剤室完成。
- 2009年 - 在宅推進課を設置。在宅業務の強化に着手。
- 2010年 - 株式会社ドラッグスギヤマが名古屋市「子育て支援企業」に認定。
- 2012年 - 株式会社ドラッグスギヤマが愛知県ファミリー・フレンドリー企業に登録。
- 2013年 - 2階建てのピロティ型店舗として、仲田店・白壁店に続き、筒井店・名東本通店を開設。

## 薬剤師過労死事件
2001年（平成13年）6月、スギヤマ薬品に勤務していた24歳の薬剤師が致死性不整脈で死亡したが、その後の調べでこの薬剤師は直前1か月で2日間しか休暇を取れなかったことが判明し、豊田労働基準監督署は2004年（平成16年）に過労死を認定した。会社側は遺族による損害賠償請求に対し、薬剤師の死は過労死ではないとして裁判で争ったが、2007年（平成19年）10月、名古屋地方裁判所は薬剤師の死を過労死と認め、会社側に約8300万円の支払いを命じた。